# Phantipha Wongchuvej
Phantipha Wongchuvej, née le 13 juin 1985, est une joueuse de pétanque Thaïlandaise. 

## Palmarès[2],[3]

### Séniors

#### Championnat du Monde
Championne du monde
- Triplette 2004 (avec Noknoi Youngcham, Thongsri Thamakord et Boonyoum Kamsawaung) :  Équipe de Thaïlande
- Triplette 2006 (avec Noknoi Youngcham, Thongsri Thamakord et Boonyoum Kamsawaung) :  Équipe de Thaïlande
- Triplette 2009 (avec Thongsri Thamakord, Suphannee Wongsut et Sasithon Jaichun) :  Équipe de Thaïlande
- Triplette 2013 (avec Thongsri Thamakord, Aumpawan Suwannaphruk et Nantawan Fueangsanit) :  Équipe de Thaïlande
- Doublette 2017 (avec Nantawan Fueangsanit) :  Équipe de Thaïlande
- Triplette 2019 (avec Thongsri Thamakord, Aumpawan Suwannaphruk et Nantawan Fueangsanit) :  Équipe de Thaïlande
- Doublette 2019 (avec Nantawan Fueangsanit) :  Équipe de Thaïlande
- Triplette 2021 (avec Thongsri Thamakord, Aumpawan Suwannaphruk et Nantawan Fueangsanit) :  Équipe de Thaïlande

Finaliste
- Triplette 2011 (avec Thongsri Thamakord, Suphannee Wongsut et Sasithon Jaichun) :  Équipe de Thaïlande
- Triplette 2015 (avec Thongsri Thamakord, Aumpawan Suwannaphruk et Nantawan Fueangsanit) :  Équipe de Thaïlande
- Tir de précision 2017 :  Équipe de Thaïlande
- Tête à Tête 2019 :  Équipe de Thaïlande

Troisième
- Triplette 2008 (avec Noknoi Youngcham, Thongsri Thamakord et Boonyoum KamsAwaung) :  Équipe de Thaïlande 2
- Tir de précision 2009 :  Équipe de Thaïlande
- Tête à Tête 2019 :  Équipe de Thaïlande

#### Jeux mondiaux
Vainqueur
- Doublette 2017 (avec Nantawan Fueangsanit) :  Équipe de Thaïlande

Finaliste
- Triplette 2005 (avec Noknoi Youngcham et Thongsri Thamakord) :  Équipe de Thaïlande
- Doublette 2013 (avec Thongsri Thamakord) :  Équipe de Thaïlande

#### Jeux d'Asie du Sud-Est
Vainqueur
- Tête à tête 2007
- Triplette 2009
- Doublette 2011
- Doublette 2013
- Triplette 2015
- Doublette 2015
- Doublette 2019

#### Millau

##### Mondial à pétanque de Millau (2003-2015)
Vainqueur
- Triplette 2014 (avec Thongsri Thamakord et Nantawan Fueangsanit)